# Saint-Christophe, Allier
Saint-Christophe là một xã ở tỉnh Allier thuộc miền trung nước Pháp.